# Campeonato da Europa de Atletismo de 2014 - Revezamento 4x100 m masculino
A prova dos 4 x 100 metros estafetas masculino do Campeonato da Europa de Atletismo de 2014 foi disputada entre os dias 16 e 17 de agosto de 2014 no Estádio Letzigrund em Zurique, na Suíça. 

## Recordes
Antes desta competição, os recordes mundiais e do campeonato nesta prova eram os seguintes:
|                       | Nome                                                                     | Nacionalidade | Tempo | Local   | Data                  |
| --------------------- | ------------------------------------------------------------------------ | ------------- | ----- | ------- | --------------------- |
| Recorde mundial       | (Nesta Carter, Michael Frater Yohan Blake, Usain Bolt)                   | Jamaica       | 36s84 | Londres | 11 de agosto de 2012  |
| Recorde do campeonato | (Max Moriniere, Daniel Sangouma Jean-Charles Trouabal, Bruno Marie-Rose) | França        | 37s79 | Split   | 1 de setembro de 1990 |
| Recorde europeu       | (Jason Gardener, Darren Campbell Marlon Devonish, Dwain Chambers)        | Reino Unido   | 37s73 | Sevilha | 29 de agosto de 1999  |

## Medalhistas
| Ouro                                                                                                  | Prata                                                                          | Bronze                                                                    |
| Reino Unido · Adam Gemili · Richard Kilty · Harry Aikines-Aryeetey · James Ellington · Daniel Talbot* | Alemanha · Julian Reus · Sven Knipphals · Alexander Kosenkow · Lucas Jakubczyk | França · Pierre Vincent · Christophe Lemaitre · Teddy Tinmar · Ben Bassaw |

(*) Disputaram apenas as baterias

## Cronograma
Todos os horários são locais (UTC+2).
| Data         | Hora  | Evento  |
| ------------ | ----- | ------- |
| 16 de agosto | 15:35 | Bateria |
| 17 de agosto | 17:05 | Final   |

## Resultados

### Bateria
Qualificação: 3 atletas de cada bateria (Q) mais os 2 melhores qualificados (q). 
| Posição | Bateria | Raia | Nacionalidade | Atletas                                                                       | Tempo | Notas                |
| ------- | ------- | ---- | ------------- | ----------------------------------------------------------------------------- | ----- | -------------------- |
| 1       | 2       | 5    | Alemanha      | Julian Reus Sven Knipphals Alexander Kosenkow Lucas Jakubczyk                 | 38.15 | Q,                   |
| 2       | 1       | 4    | Grã-Bretanha  | James Ellington Harry Aikines-Aryeetey Richard Kilty Daniel Talbot            | 38.26 | Q                    |
| 3       | 1       | 5    | Suíça         | Pascal Mancini Reto Schenkel Suganthan Somasundaram Alex Wilson               | 38.54 | Q,                   |
| 4       | 2       | 4    | França        | Pierre Vincent Christophe Lemaitre Teddy Tinmar Ben Bassaw                    | 38.55 | Q                    |
| 5       | 2       | 7    | Itália        | Fabio Cerutti Eseosa Desalu Diego Marani Delmas Obou                          | 38.71 | Q,                   |
| 6       | 2       | 2    | Polónia       | Robert Kubaczyk Dariusz Kuć Kamil Masztak Karol Zalewski                      | 38.75 | q                    |
| 7       | 2       | 1    | Portugal      | Diogo Antunes Francis Obikwelu Arnaldo Abrantes Yazaldes Nascimento           | 38.79 | q,                   |
| 8       | 1       | 8    | Países Baixos | Giovanni Codrington Churandy Martina Hensley Paulina Wouter Brus              | 38.90 | Q                    |
| 9       | 1       | 1    | Ucrânia       | Roman Kravtsov Serhiy Smelyk Vitaliy Korzh Emil Ibrahimov                     | 39.03 |                      |
| 10      | 1       | 7    | Suécia        | Tom Kling-Baptiste Stefan Tärnhuvud Alexander Brorsson Erik Hagberg           | 39.27 | Recorde da temporada |
| 11      | 1       | 6    | Finlândia     | Eetu Rantala Ville Myllymäki Jonathan Åstrand Hannu Hämäläinen                | 39.47 | Recorde da temporada |
| 12      | 1       | 3    | Estónia       | Mart Muru Rait Veesalu Markus Ellisaar Marek Niit                             | 39.52 | Recorde nacional     |
| 13      | 2       | 3    | Roménia       | Stefan Alexandru Codreanu Doru Teofilescu Alexandru Terpezan Catalin Cîmpeanu | 39.67 | Recorde da temporada |
| 14      | 1       | 2    | Turquia       | Umutcan Emektas İzzet Safer Aykut Ay Ramil Guliyev                            | 39.83 | Recorde da temporada |
| 15      | 2       | 8    | Lituânia      | Žilvinas Adomavičius Kostas Skrabulis Ugnius Savickas Rytis Sakalauskas       | 40.15 |                      |
| 16      | 2       | 6    | Espanha       | Eduard Viles Sergio Ruíz Iván Jesús Ramos Adrià Burriel                       | DNF   |                      |

### Final
| Posição           | Raia | Nacionalidade | Atletas                                                             | Tempo | Notas                |
| ----------------- | ---- | ------------- | ------------------------------------------------------------------- | ----- | -------------------- |
| Medalha de ouro   | 3    | Grã-Bretanha  | James Ellington Harry Aikines-Aryeetey Richard Kilty Adam Gemili    | 37.93 | EL                   |
| Medalha de prata  | 4    | Alemanha      | Julian Reus Sven Knipphals Alexander Kosenkow Lucas Jakubczyk       | 38.09 | Recorde da temporada |
| Medalha de bronze | 6    | França        | Pierre Vincent Christophe Lemaitre Teddy Tinmar Ben Bassaw          | 38.47 |                      |
| 4                 | 5    | Suíça         | Pascal Mancini Reto Schenkel Suganthan Somasundaram Alex Wilson     | 38.56 |                      |
| 5                 | 8    | Países Baixos | Giovanni Codrington Churandy Martina Hensley Paulina Wouter Brus    | 38.60 |                      |
| 6                 | 1    | Polónia       | Adam Pawłowski Dariusz Kuć Robert Kubaczyk Karol Zalewski           | 38.85 |                      |
| 7                 | 7    | Itália        | Fabio Cerutti Eseosa Desalu Diego Marani Delmas Obou                | DNF   |                      |
| 7                 | 2    | Portugal      | Diogo Antunes Francis Obikwelu Arnaldo Abrantes Yazaldes Nascimento | DNF   |                      |

Legenda
| Recorde mundial       | Recorde mundial (World record)               |                       | Recorde africano                      | Recorde africano (African) |                                           | Q | Classificado por posição (Qualified) |
| Recorde do campeonato | Recorde do campeonato (Championship record)  | Recorde da América    | Recorde da América (Americas)         | q                          | Classificado por melhor tempo (Qualified) |   |                                      |
| Melhor marca do ano   | Melhor marca do ano (World leading)          | Recorde asiático      | Recorde asiático (Asian)              | DNS                        | Não largou (Did not start)                |   |                                      |
| Recorde nacional      | Recorde nacional (National record)           | Recorde europeu       | Recorde europeu (European)            | DNF                        | Não terminou (Did not finish)             |   |                                      |
| Recorde pessoal       | Recorde pessoal do atleta (Personal best)    | Recorde da Oceania    | Recorde da Oceania (Oceania)          | DSQ / DQ                   | Desclassificado (Disqualified)            |   |                                      |
| Recorde da temporada  | Recorde da temporada do atleta (Season best) | Recorde sul-americano | Recorde sul-americano (South America) | NM                         | Sem marca (No mark)                       |   |                                      |